# Chirolophis
Chirolophis is een geslacht van straalvinnige vissen uit de familie van stekelruggen (Stichaeidae). Het geslacht is voor het eerst wetenschappelijk beschreven in 1838 door Swainson.

## Soorten
- Chirolophis ascanii (Walbaum, 1792)
- Chirolophis decoratus (Jordan & Snyder, 1902)
- Chirolophis japonicus Herzenstein, 1890
- Chirolophis nugator (Jordan & Williams, 1895)
- Chirolophis saitone (Jordan & Snyder, 1902)
- Chirolophis snyderi (Taranetz, 1938)
- Chirolophis tarsodes (Jordan & Snyder, 1902)
- Chirolophis wui (Wang & Wang, 1935)